# Гитлевич, Исаак Моисеевич
Исаа́к Моисе́евич Гитле́вич (1 декабря 1917, Смоленск, Западная область — 5 февраля 2008, Алма-Ата) — советский оператор игрового и неигрового кино.

## Биография
Родился 1 декабря 1917 года в Смоленске.
В 1940 году окончил операторских факультет ВГИКа, курс А. Д. Головни. Был призван в Красную армию в 1940 году и служил по 1945 год.
По окончании Великой Отечественной войны был направлен на Сталинабадскую студию художественных фильмов, откуда затем перевёлся на Алма-Атинскую киностудию художественных и хроникальных фильмов (с 1960 года — «Казахфильм»), где проработал до 1985 года. Выступал в качестве не только оператора, но и режиссёра. Среди работ документальные, научно-популярные, пропагандистские, а также художественные фильмы. Был автором сюжетов для кинопериодики: «Новости дня» и другой.
Член КПСС с 1944 года, член Союза кинематографистов СССР (СК Казахской ССР).

## Избранная фильмография
- 1948 — Золотой рог
- 1948 — Колхозные огни
- 1949 — Советский Казахстан (совм. с М. Аранышевым, Р. Карменом, В. Зайцевым, Б. Шером, А. Зенякиным, Е. Лозовским)
- 1949 — Шахтёрская слава
- 1950 — Советский Казахстан (совм. с Б. Небылицким, М. Аранышевым, Г. Рейсгофом, А. Фроловым, А. Чикноверовым)
- 1952 — На Памире
- 1954 — Долина реки Вахш
- 1955 — Праздник таджикского народа
- 1956 — Крылатый подарок (совм. с Б. Сиговым)
- 1957 — Ботагоз (совм. с Б. Сиговым)
- 1959 — В голодной степи
- 1959 — Казахское народное ремесло
- 1959 — Это наш сын
- 1962 — Мы — металлурги (главный оператор)
- 1963 — И в шутку, и всерьёз (совм. с Ян Вон Сиком и Б. Сиговым)
- 1963 — На границе мы все часовые
- 1964 — Спроси своё сердце
- 1967 — Потомкам завещанный стих
- 1969 — Яик — светлая река
- 1970 — Алия
- 1980 — Хроника большого хлеба
- 1981 — Текстильный электронный помощник

## Награды
- орден Отечественной войны 2 степени (6 апреля 1985)[1]